# Ctenomys steinbachi
Ctenomys steinbachi är en däggdjursart som beskrevs av Thomas 1907. Ctenomys steinbachi ingår i släktet kamråttor och familjen buskråttor. IUCN kategoriserar arten globalt som livskraftig. Inga underarter finns listade i Catalogue of Life.
Artepitetet i det vetenskapliga namnet hedrar samlaren José Steinbach från Argentina som överlämnade flera föremål till Chicago Field Museum.
Denna gnagare förekommer i centrala Bolivia i en region som ligger cirka 500 meter över havet. Habitatet utgörs av savanner, av betesmark och av jordbruksmark. Individerna lever främst underjordiska och äter olika växtdelar som rötter och jordstam.